# 広川町 (福岡県)
広川町（ひろかわまち）は、福岡県の南部にある町で、八女郡に属する。
現在、八女郡唯一の町である。八女郡のほとんどの町村が八女市に合併する道を選んだが、広川町は、多くの住民が久留米市との合併を望んだ。しかし、町議会の否決により久留米市との合併は失敗。町議会は八女市との合併を模索したものの、これも合併には至らずに合併特例法の失効を迎えてしまった。現在、広川町は町内に九州自動車道の広川インターチェンジ、周辺に工業団地を整備し比較的財政基盤が安定しているため、今後も原則として単独町制を貫くとしている。

## 地理
福岡県の南部、内陸部に位置する。町の西部は筑後平野の東端部にあたり、筑後地方の各都市の市街地に近い。九州自動車道と国道3号が町内を南北に貫く。これに対して、町の東部は山地であり、昔ながらの集落が広がるのどかな地域である。
- 川：広川、高間川、長延川
- ダム：広川ダム

### 隣接している市町村
- 久留米市
- 筑後市
- 八女市

### 地名
- 一条(旧下広川村、一条村)
- 広川(旧下広川村、広川村)
- 藤田(旧下広川村、藤田村)
- 太田(旧中広川村、太田村)
- 川上(旧中広川村、川上村)
- 新代(旧中広川村、新代村)
- 久泉(旧中広川村、久泉村)
- 日吉(旧中広川村、日吉村)
- 長延(旧上広川村、長延村)
- 水原(旧上広川村、水原村)
- 吉常(旧上広川村、吉常村)
- 六田(旧上広川村、六田村)
- 小椎尾(旧上広川村)》1948年、横山村下横山の一部を編入し発足。)

## 歴史
戦国時代は筑後国の下筑後の領主で柳川城主の蒲池氏の一族である今村氏の領地。

### 近現代

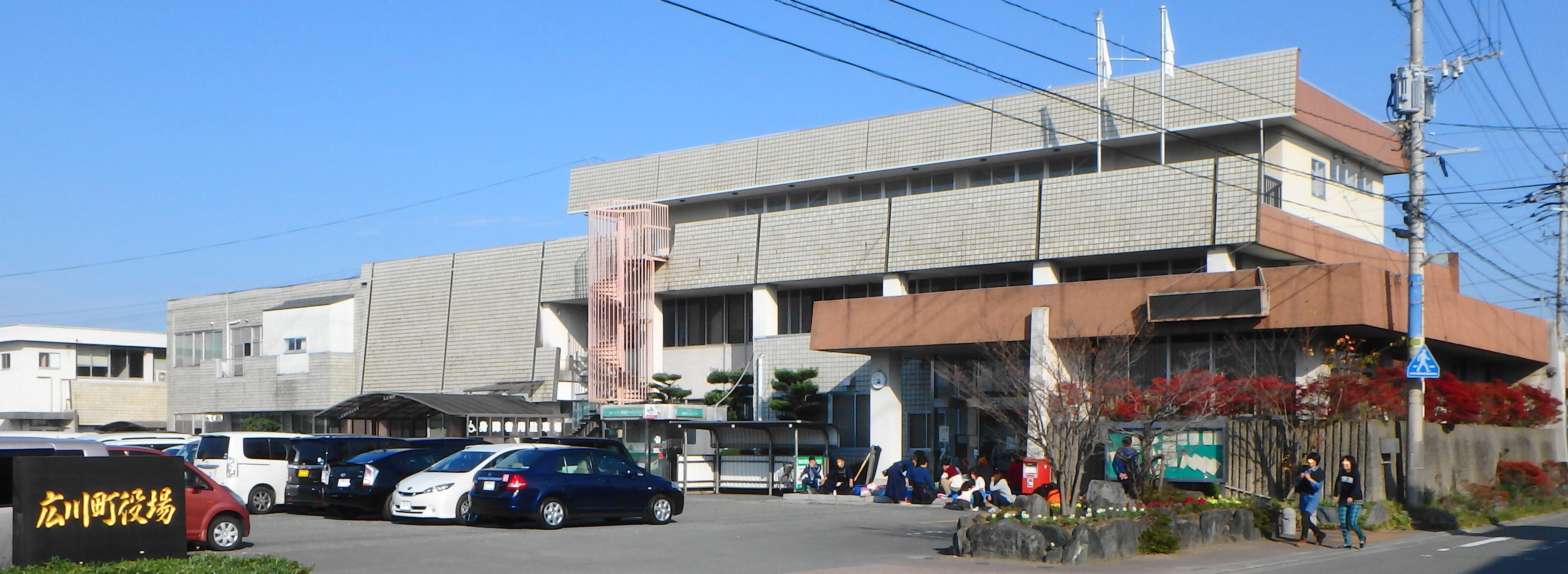
2022年9月25日までの旧庁舎

- 1889年4月1日 町村制施行により、現在の町域にあたる上広川村・中広川村・下広川村が発足。
- 1955年4月1日 上広川村と中広川村が新設合併し、広川町が発足。
- 1955年12月1日 下広川村の一部を編入（同村の他地区は筑後市及び三潴郡筑邦町に編入）。

### 歴代町長
- 重野 新（町長職務執行者 1955年4月1日－1955年4月30日）

1. 藤島 儀市（1955年4月30日－1963年4月29日）
2. 藤島 茂（1963年4月30日－1971年4月29日）
3. 山下 一次（1971年4月30日－1972年）
4. 山村 静夫（1972年11月－1976年11月）
5. 高鍋 一生（1976年11月－1981年11月）
6. 主計 貞二（1981年11月－1983年）
7. 末安 良行（1983年5月－1995年5月）
8. 高鍋 具弥（1995年5月22日－2007年5月21日）3期
9. 渡邉 元喜  (2007年5月22日－2023年5月21日)  4期
10. 氷室 健太郎 (2023年5月22日－)

※歴代町長

## 行政

### 町長
- 氷室健太郎(1期目）
- 任期：2027年5月21日

### 町議会
- 定数：13人
- 任期：2023年12月31日

### 消防
- 八女地区消防組合
  - 広川消防署

### 警察
- 福岡県警察八女警察署
  - 広川交番

## 姉妹都市・提携都市
- 蘇州市滄浪区（中華人民共和国 江蘇省）友好提携

## 人口
| |                                        |  |
| 広川町と全国の年齢別人口分布（2005年） | 広川町の年齢・男女別人口分布（2005年） |  |
| ■紫色 ― 広川町 ■緑色 ― 日本全国 | ■青色 ― 男性 ■赤色 ― 女性              |  |
| 広川町（に相当する地域）の人口の推移 \| 1970年（昭和45年） \| 15,065人 \| \| \| 1975年（昭和50年） \| 15,500人 \| \| \| 1980年（昭和55年） \| 17,154人 \| \| \| 1985年（昭和60年） \| 17,740人 \| \| \| 1990年（平成2年） \| 18,629人 \| \| \| 1995年（平成7年） \| 19,437人 \| \| \| 2000年（平成12年） \| 19,779人 \| \| \| 2005年（平成17年） \| 20,248人 \| \| \| 2010年（平成22年） \| 20,253人 \| \| \| 2015年（平成27年） \| 20,183人 \| \| \| 2020年（令和2年） \| 19,969人 \| \| |                                        |  |
| 総務省統計局 国勢調査より |                                        |  |
| 1970年（昭和45年） | 15,065人                               |  |
| 1975年（昭和50年） | 15,500人                               |  |
| 1980年（昭和55年） | 17,154人                               |  |
| 1985年（昭和60年） | 17,740人                               |  |
| 1990年（平成2年） | 18,629人                               |  |
| 1995年（平成7年） | 19,437人                               |  |
| 2000年（平成12年） | 19,779人                               |  |
| 2005年（平成17年） | 20,248人                               |  |
| 2010年（平成22年） | 20,253人                               |  |
| 2015年（平成27年） | 20,183人                               |  |
| 2020年（令和2年） | 19,969人                               |  |

## 教育

### 中学校
- 広川町立広川中学校

### 小学校
- 広川町立上広川小学校
- 広川町立中広川小学校
- 広川町立下広川小学校

### 専修学校・専門学校
- 久留米自動車工科大学校
- 久留米リハビリテーション学院

町内に高等学校は公立・私立ともにない（県立高等学校全日制普通科の学区は第九学区）。

## 産業
- 農産物：イチゴ・ブドウ・梨・八女茶
- 花卉：電照菊・ガーベラ
- 伝統工芸品：竹細工・久留米絣

### 工業
九州の大動脈、九州自動車道広川インターチェンジや国道3号に近い地の利を活かし、町中心部近くに広川中核工業団地が整備された。また、広川インターチェンジに隣接した「久留米・広川新産業団地」を造成。九州全域を視野に入れた機能性と快適性を合わせ持つ「広域流通加工拠点」を整備し、2005年（平成17年）9月より公募している。

#### 町内に工場を置く主な企業
- 国光産業株式会社
- ニシヨリ
- 日本ワイドクロス
- 中島田鉄工所
- マル厨工業
- 大森屋
- 名神電機製作所
- 音羽電機工業
- 九州ベストフーズ
- ホクト
- オーレック
- ロキテクノ
- ユニオンペイント
- 久留米印刷
- 東洋空機製作所
- 諸富紙工
- 野田清商店
- ロームアポロ
- 日本ペイント
- 三協フロンテア
- 西部運輸有限会社
- 直方建材

## 交通

### 空港
最寄り空港は福岡空港（福岡空港行きバスで通じている）

### 鉄道
現在、町内に鉄道路線はない（1958年までは西鉄福島線が通っていた）。
最寄りとなる鉄道駅
- 西鉄久留米駅、西鉄花畑駅、JR久留米駅からは路線バスが町内へ連絡している。
- 町西部へはJR西牟田駅、西鉄大善寺駅がほど近い。車で15分程度でアクセス可能である。

### バス路線

#### 一般路線バス
西鉄バスと堀川バスが広川町を経由して久留米市と八女市を結ぶ路線を運行している。広川町内では西鉄バスは国道3号（川瀬）経由、堀川バスは県道82号（吉常）経由となる。なお、堀川バスは西鉄バスに比べ広川町内の運行本数が非常に少ない。
- 西鉄バス久留米
  - 30・31・32：JR久留米駅 - 六ツ門 - 西鉄久留米 - 川瀬 - 福島 - 八女営業所
    - ※上記3系統は広川町内では同一経路で、久留米市内の西鉄久留米 - 上津町間の経路が異なる
- 堀川バス
  - JR久留米駅 - 六ツ門 - 西鉄久留米 - 自衛隊前 - 鑓水 - 藤山 - 吉常 - 本村 - 福島

#### 高速バス
- 九州自動車道広川バスストップ（広川インターチェンジ・広川サービスエリアに併設）
  - ひのくに号：福岡市中心部・福岡空港 - 熊本市
    - 天神高速BT - 博多BT - 筑紫野 - 高速基山 - 広川 - 八女IC - 菊水IC - 植木IC - 西合志 - 武蔵ヶ丘 - 熊本市街地 - 熊本桜町BT
    - 福岡空港 - 筑紫野 - 高速基山 - 宮の陣 - 久留米IC - 広川 - 八女IC - 瀬高 - 山川PA - 小原 - 菊水IC - 鹿央 - 植木IC - 西合志 - 武蔵ヶ丘 - 熊本市街地 - 熊本桜町BT

### 乗合タクシー
- ひろかわふれあいタクシー - 予約制・2013年10月1日運行開始。堀川バス・蒲池自動車が運行。

### 道路

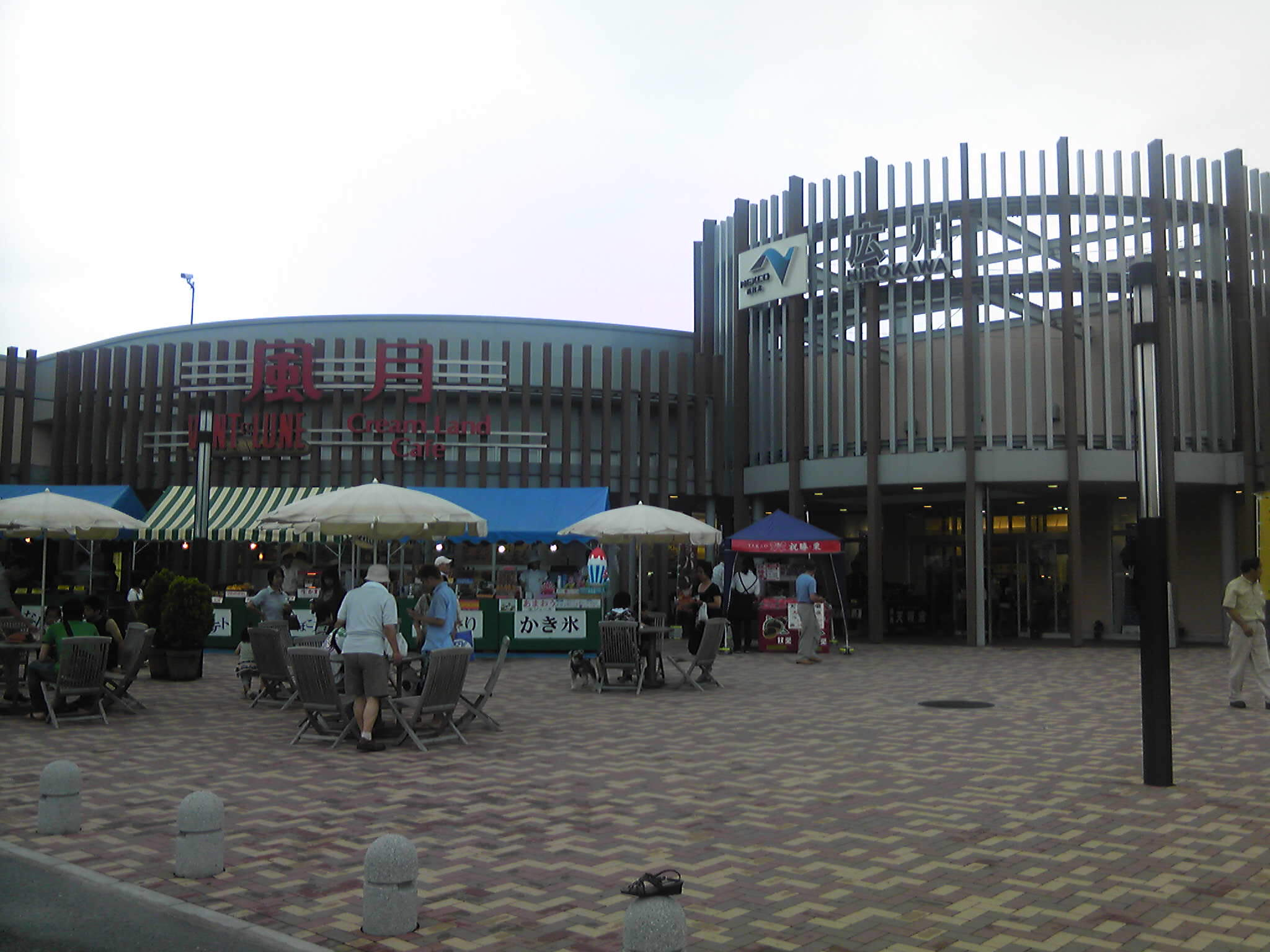
広川サービスエリア

#### 高速道路
- 九州自動車道
  - 広川インターチェンジ・広川サービスエリア

#### 一般国道
- 国道3号

#### 県道
主要地方道
- 福岡県道82号久留米立花線
- 福岡県道84号三潴上陽線
- 福岡県道86号久留米筑後線

一般県道
- 福岡県道713号唐尾広川線
- 福岡県道800号湯の原合川線

## 出身者
- 木下茂 (1885 - ) - 山一證券会長、日本証券金融会長
- 丸山豊 (1915 - 1989) - 詩人・医師
- 榊利夫 (1929 - 2003) - 政治家・衆議院議員
- 池尻浩一 - 競輪選手・広川町町会議員
- 鶴真吾 - 広川町鶴寿奨学会基金提供者
- 野田国義 - 政治家・参議院議員
- 渡辺健史 - プロ野球選手・福岡ソフトバンクホークス所属
- 丸山達也 - 政治家・島根県知事

## 名所・旧跡・観光スポット・祭事・催事

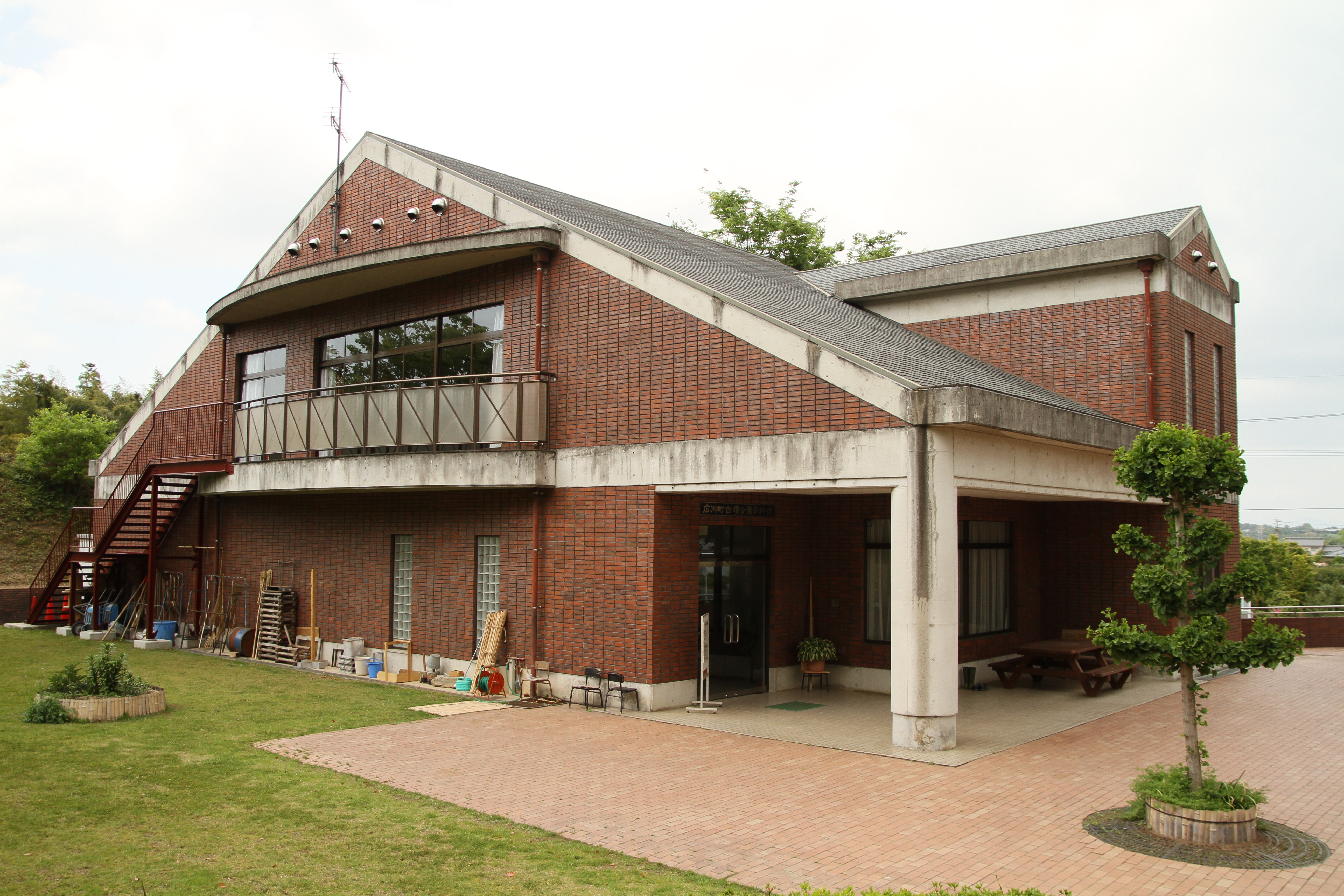
広川町古墳公園資料館

- 石人山・弘化谷古墳公園　- 石人山古墳・弘化谷古墳を参照
- 逆瀬ゴットン館
- 里の駅広川くだもの村
- 逆瀬谷薬師堂そうめん流し（7月）
- 祇園祭礼・獅子舞（7月）
- かすり祭り（9月）
- 広川祭り（10月）
- スローフードフェスタ　新そば祭り（10月）
- スローフードフェスタ　秋の収穫祭（10月）
- 古墳祭り（11月）
- 熊野神社子供風流（12月）